# Ghiulea

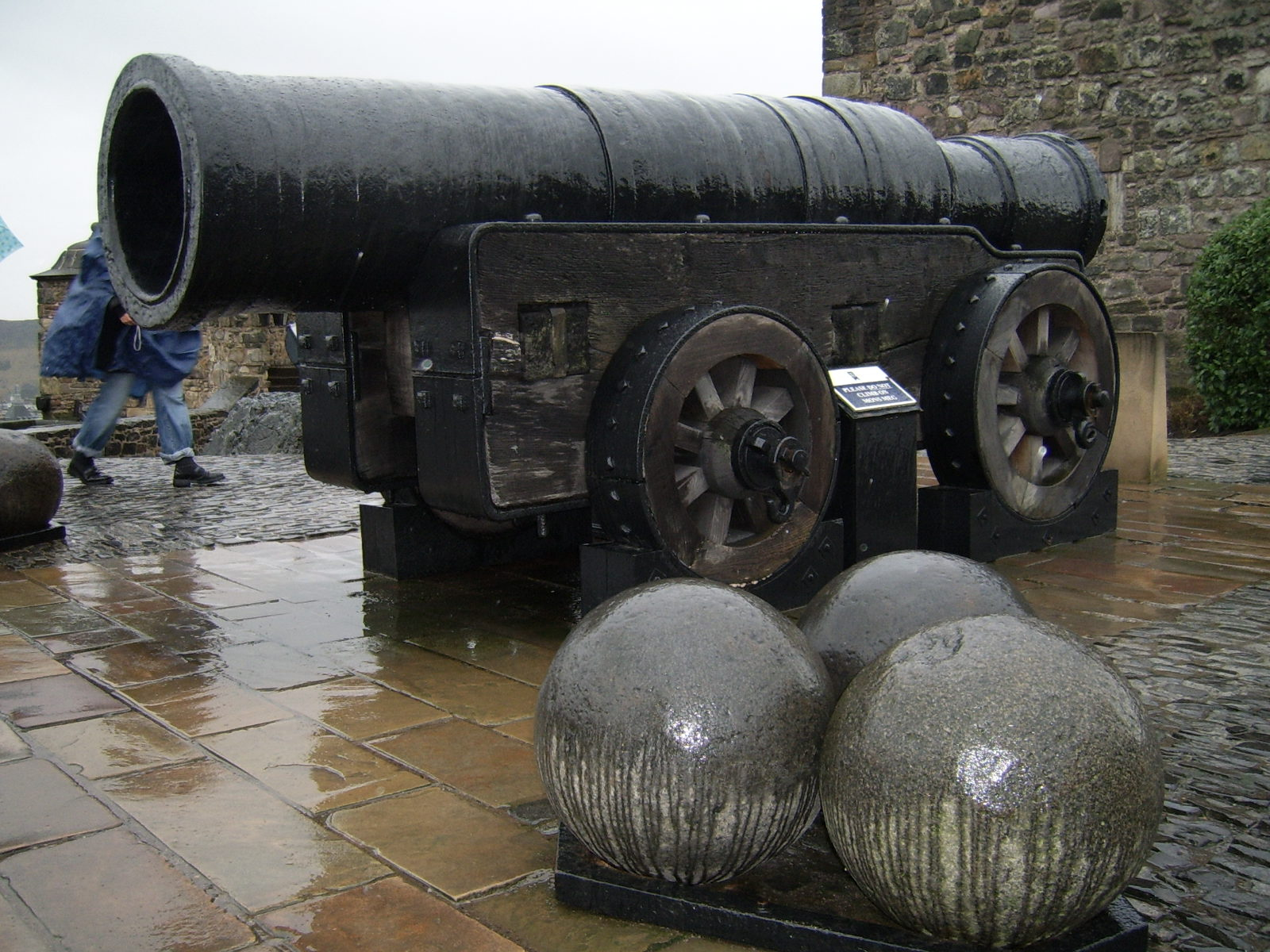
Tunul Mons Meg, calibru 22" (56 cm), cu niște ghiulele.

Ghiuleaua este un tip de proiectil, în momentul actual depășit, lipsit de o încărcătură internă explozivă (spre deosebire de obuze), tras de obicei din tunuri, mortiere, sau arme de artilerie. Acest proiectil este de formă sferică; diametrul său este puțin mai mic decât calibrul armei din care este lansat.

## Istoria
Ghileaua a fost inventată în perioada dintre sfârșitul Evului Mediu și începutul Renașterii, pe vremea aceea fabricată din piatră sculptată, dar după începutul secolului al XVII-lea, era făcută din aliaje de metal. Era folosită ca cel mai eficient glonț pentru a străpunge lemnul vaselor inamice, pentru a pătrunde zidurile forturilor sau alte posturi fixe, și ca artilerie cu rază lungă de acțiune.
Acest tip de glonț trebuia să aibă un diametru puțin mai mic decât cel al armei de foc (diferența dintre diametrul țevii și cea a ghiulelei era numită "vânt"), deoarece, altfel, bila s-ar fi blocat în cilindru. Începând din a doua jumătate a secolului al XIX-lea, când s-a început folosirea artileriei cu țeavă zgâriată, vântul a fost anulat, iar ghiulelele (care numai erau de formă sferică) se fabricau cu o coajă de material ușor plastificabil, care a permis acestui tip de glonț să se adapteze noilor tipuri de țeavă. Vântul trebuia să fie limitat, deoarece când se trăgea o ghiulea, cilindrul se scutura și ca rezultat glonțul ieșea la un unghi ușor diferit față de cel fixat.

## Galerie

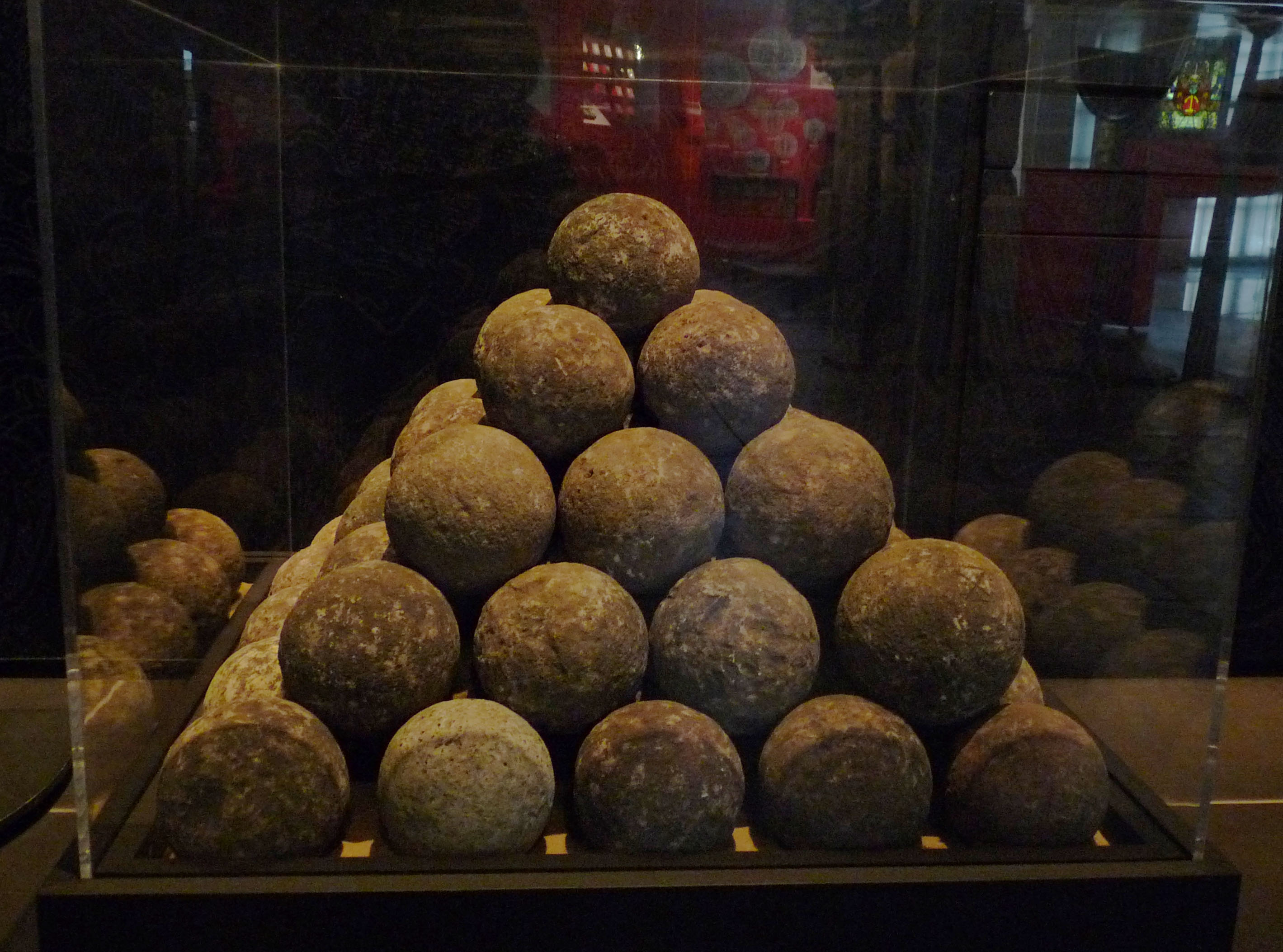
Ghiulele expuse la Muzeul de istorie din Strasburg.
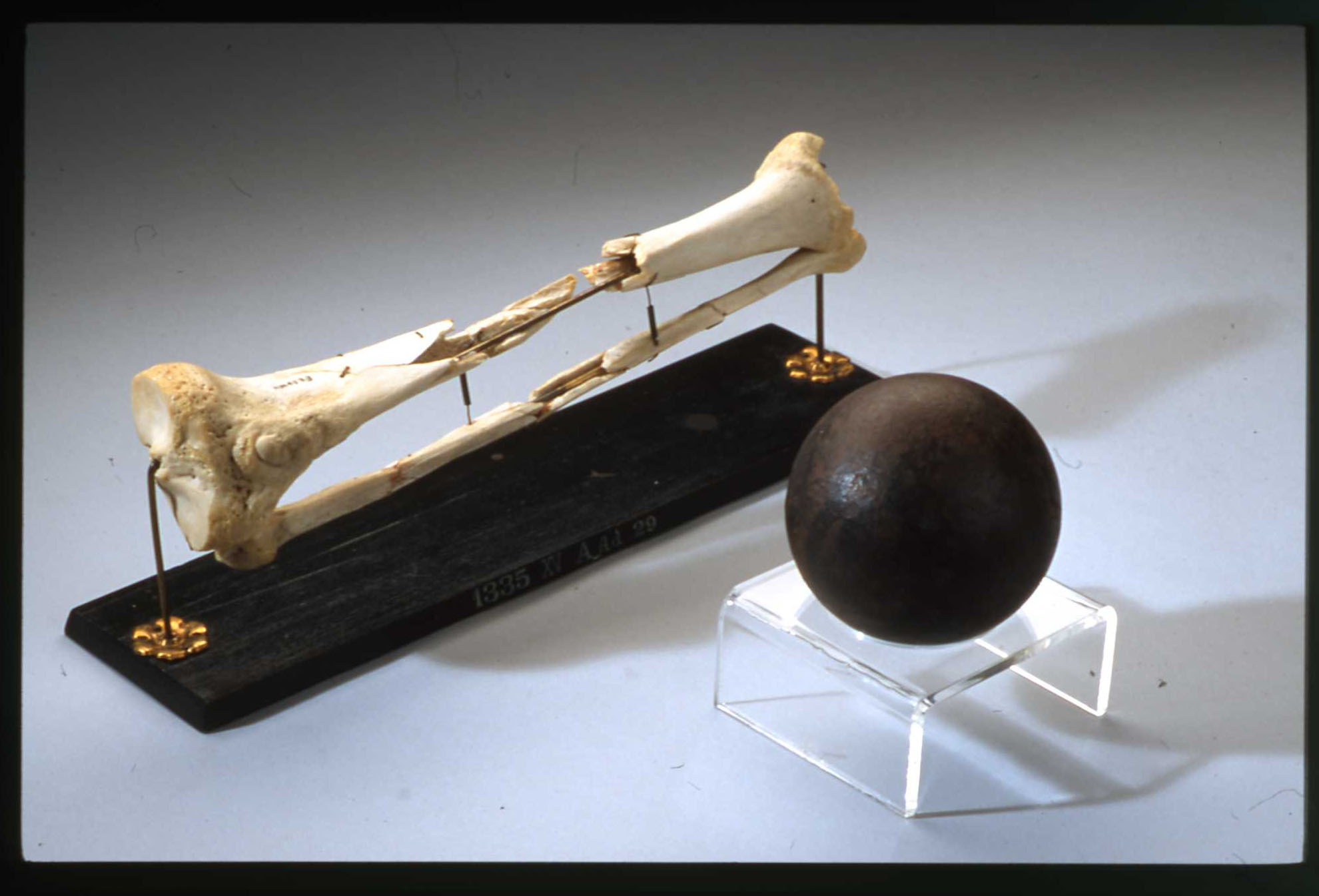
Oasele piciorului (tibia și fibula) unui soldat fracturat de o ghiulea, în timpul Bătălii de la Gettysburg (Fotografia lui Norman Watkins, US Military Medical Records).
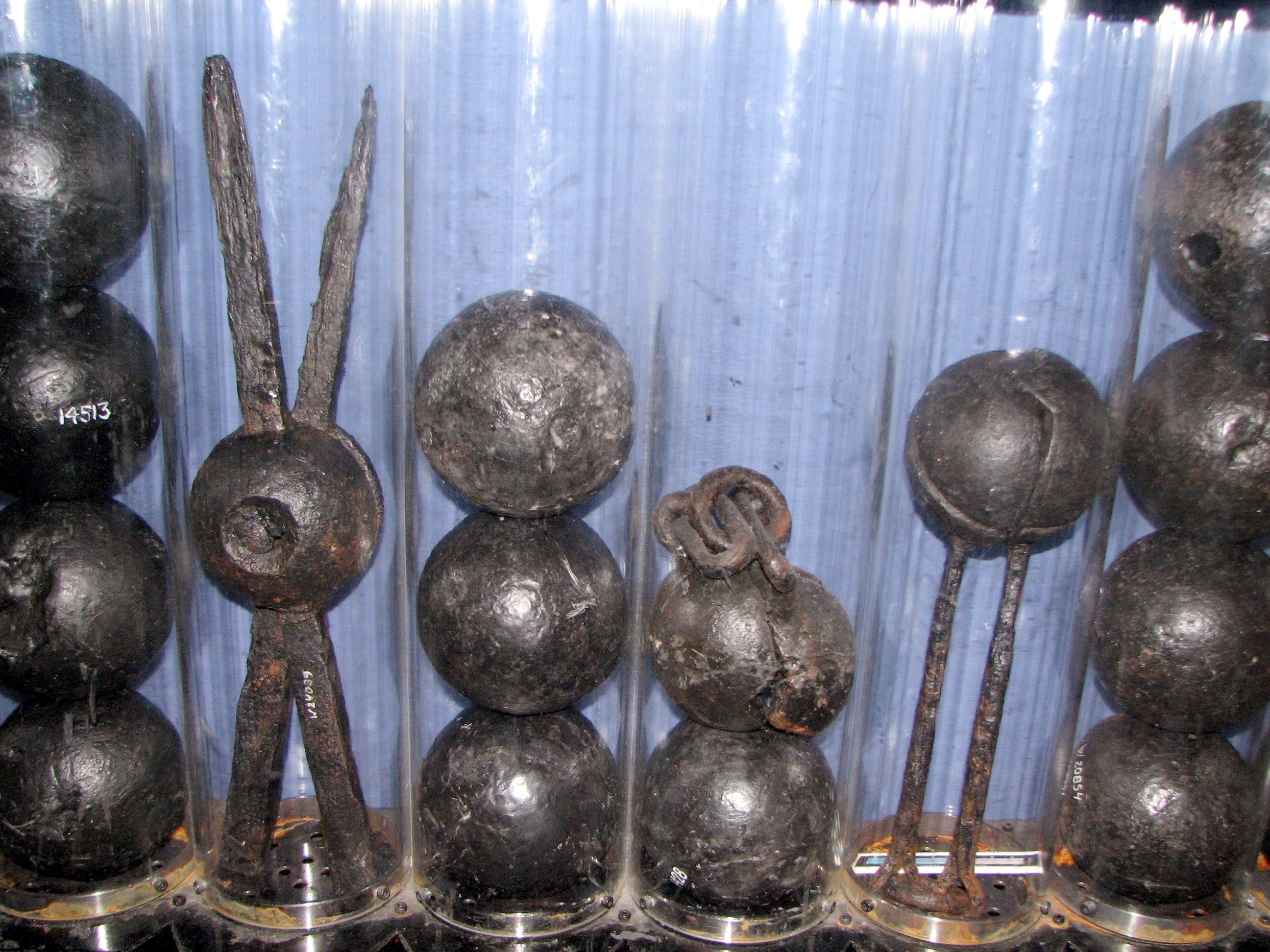
Diferite tipuri de ghiulele recuperate de pe epava suedeză Vasa.
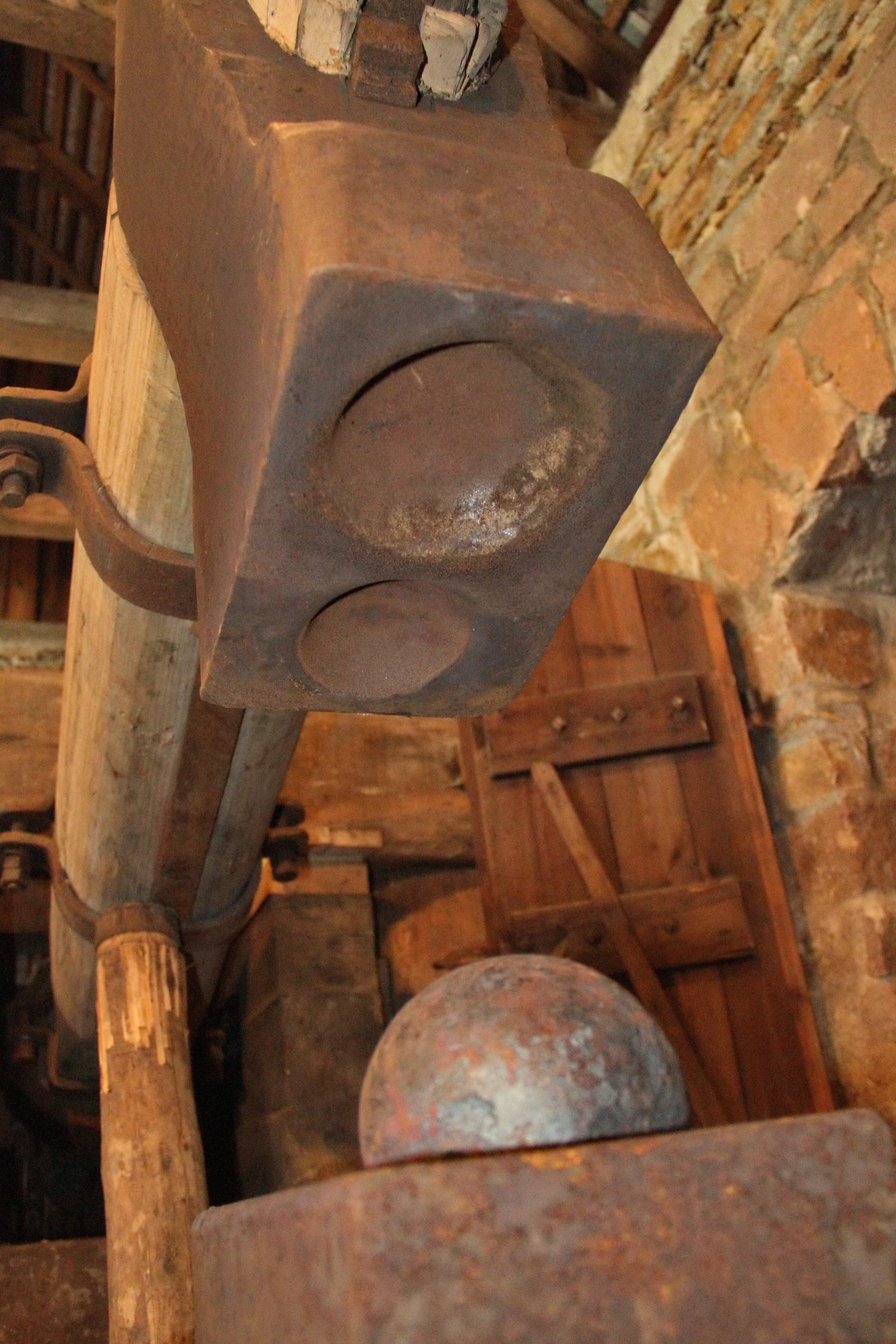
Un ciocan, cu matrițe de formă sferică pentru fabricarea ghiulelelor, și o ghiulea.
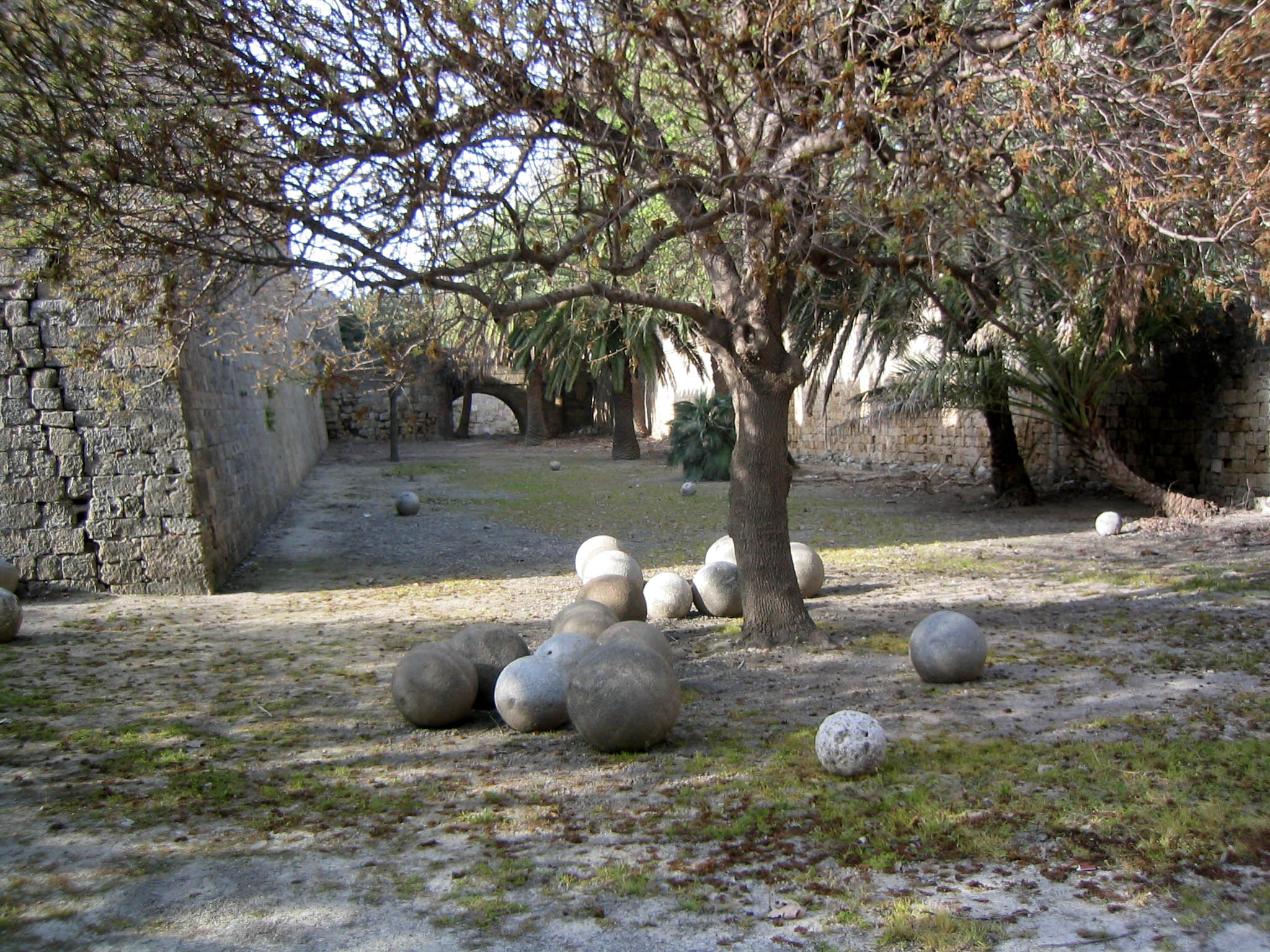
Niște ghiulele în Rodos, Grecia.
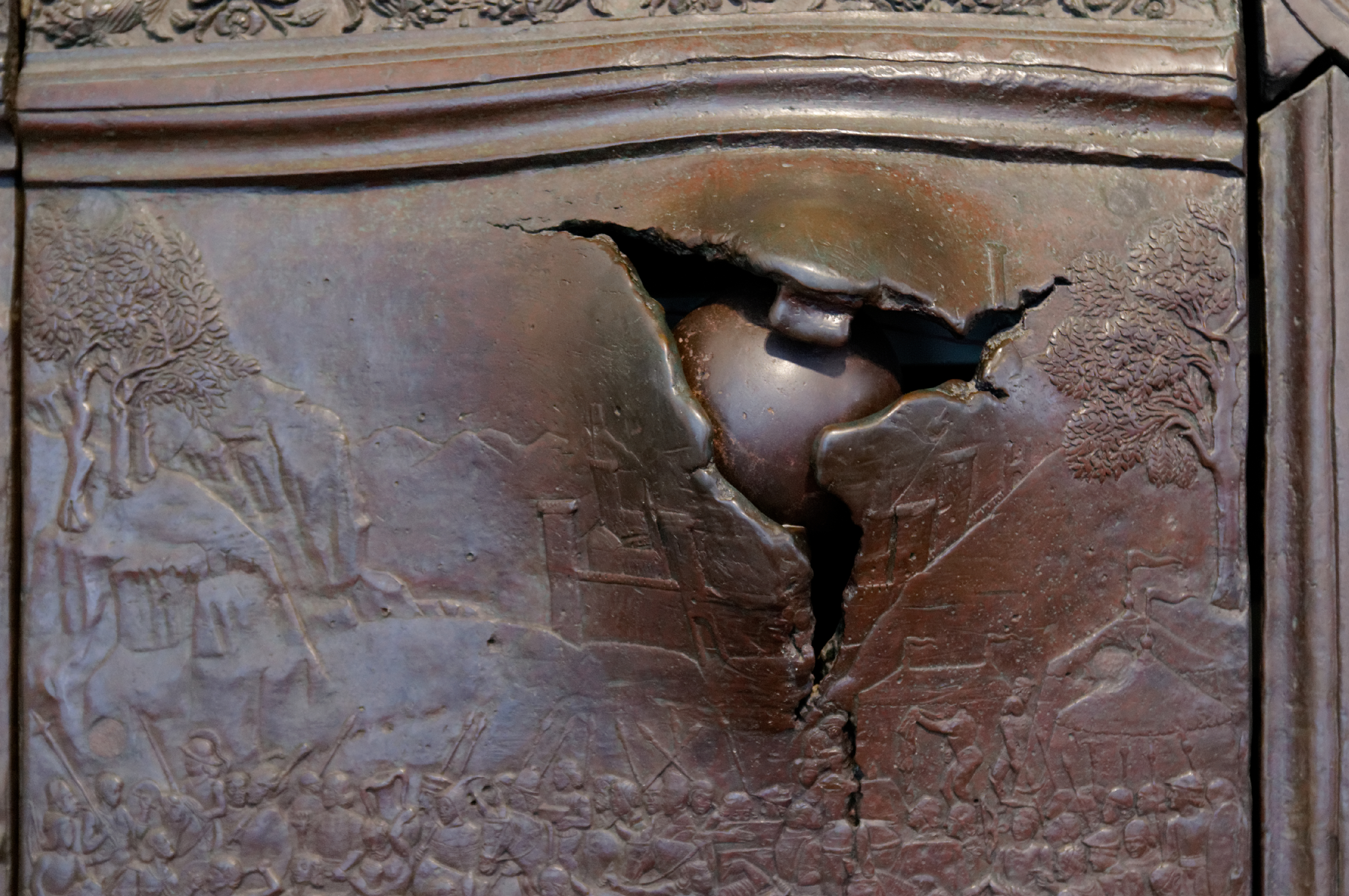
Impactul unei ghiulele pe o ușă de bronz în timpul asediului făcut de către trupele lui Gonzalo Fernández de Córdoba la Castel Nuovo din Napoli (1503).
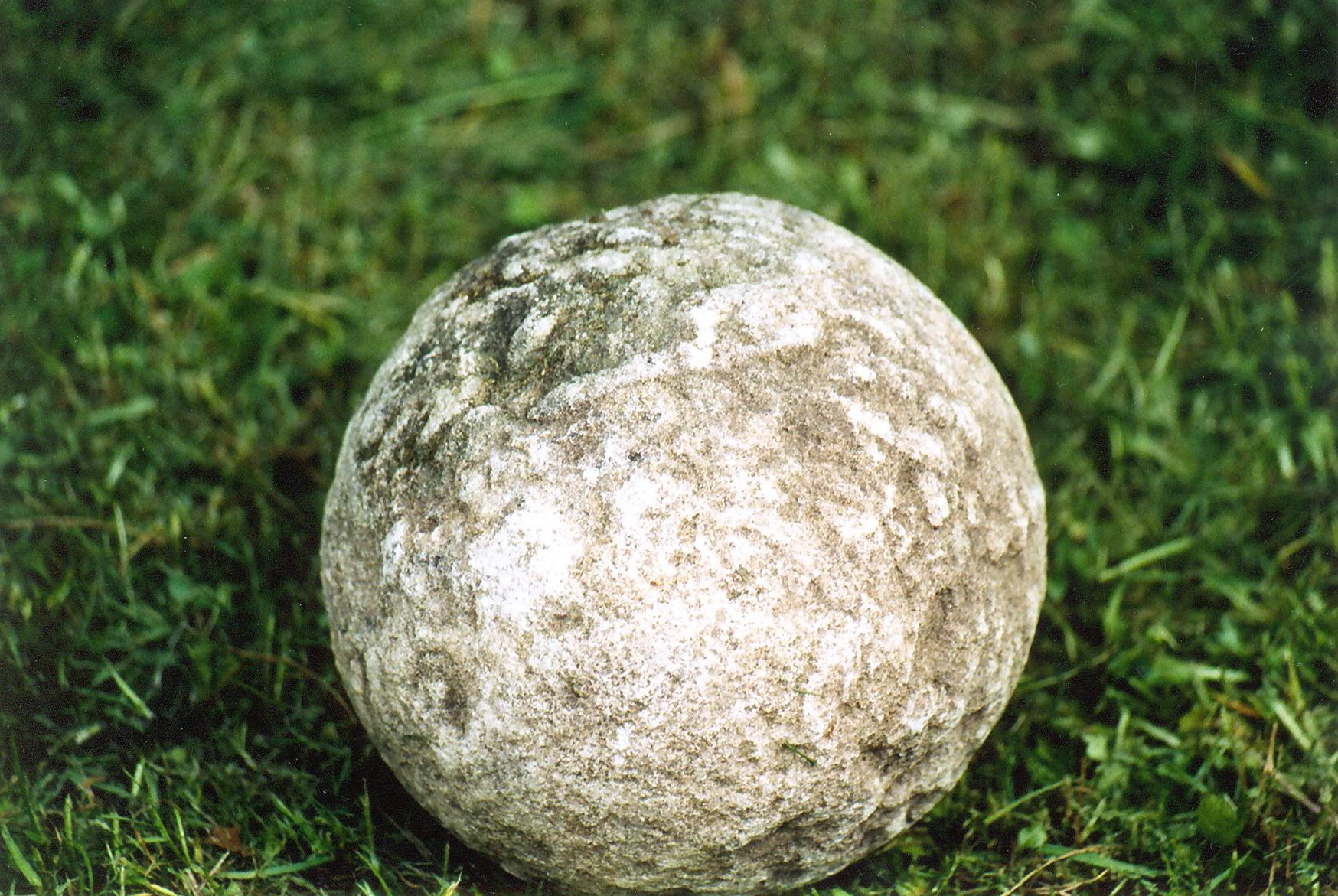
Ghiulea de piatră în castelul din Loch, Bavaria.

## Legături externe
- Fotografii ale unor ghiulele de la Castello Sforzesco din Milano, Italia
- "A Guide to Geometry, Surveying, the Launching of Missiles, and the Planting of Mines" Desene schematice din secolul al XVIII-lea ale unor ghiulele din lumea musulmană prin World digital Library